# Träd fram du nattens gud
Aftonkväde, Träd fram du nattens gud eller Fredmans sång nummer 32 är en naturlyrisk visa av Carl Michael Bellman. Den ingår i Fredmans sånger men skrevs 1780 och omarbetades 1784 inför tryckning, från att ha varit en klassicistisk skildring av ett besjälat arkadiskt landskap där antika gudar råder till att innehålla fler realistiska detaljer i James Thomsons anda. Versmåttet liknar det som Johan Gabriel Oxenstierna använde i Natten.
Innehållsligt kombinerar dikten ett poetiskt integrerande av gudar och andra mytologiska väsen, med en realistisk, om än idealiserad, skildring av en sommarnatt efter en lång period av torka. Tekniskt liknar den flera av Fredmans epistlar, i och med att diktjaget befaller "nattens gud" att förvandla dag till natt och bringa svalka till världen likväl som till människornas sinnen, vilka således länkas samman. Det nattliga landskapet erbjuder dock inte bara frid och vila, utan diverse mer eller mindre hotfulla vyer och varelser – till en början "mullvador, ormar, mårdar", sedan cykloper, fauner och gastar, vilka dock besvärjs av diktjaget, genom herden Alexis, att lägga sig till vila. Efter att detsamma gjorts mot vindens och vattnets makter, uppvisar diktens sista strof en för Bellman typisk dubbeltydighet, när Arachne ombeds fälla sin nål: är det frågan om mytens kvinna eller en poetisk omskrivning för spindeln, anknytande till ormen och mården? Oavsett vilket avslutas det hela med en annan typisk scen, när diktarjaget meddelar att det är på väg att somna, vilket säkerligen var meningen att gestaltas vid framförandet.
Man har inte hittat någon förlaga till den eleganta och sirliga melodin, varför den eventuellt kan vara Bellmans egen komposition. 
Antagandet att dikten skall skildra gården Sågtorp vid Erstavik, baserat på att den dedicerats till assessorskan Weltzin, som hade denna gård som sommarställe, är tvivelaktigt.